# Old Indian Legends

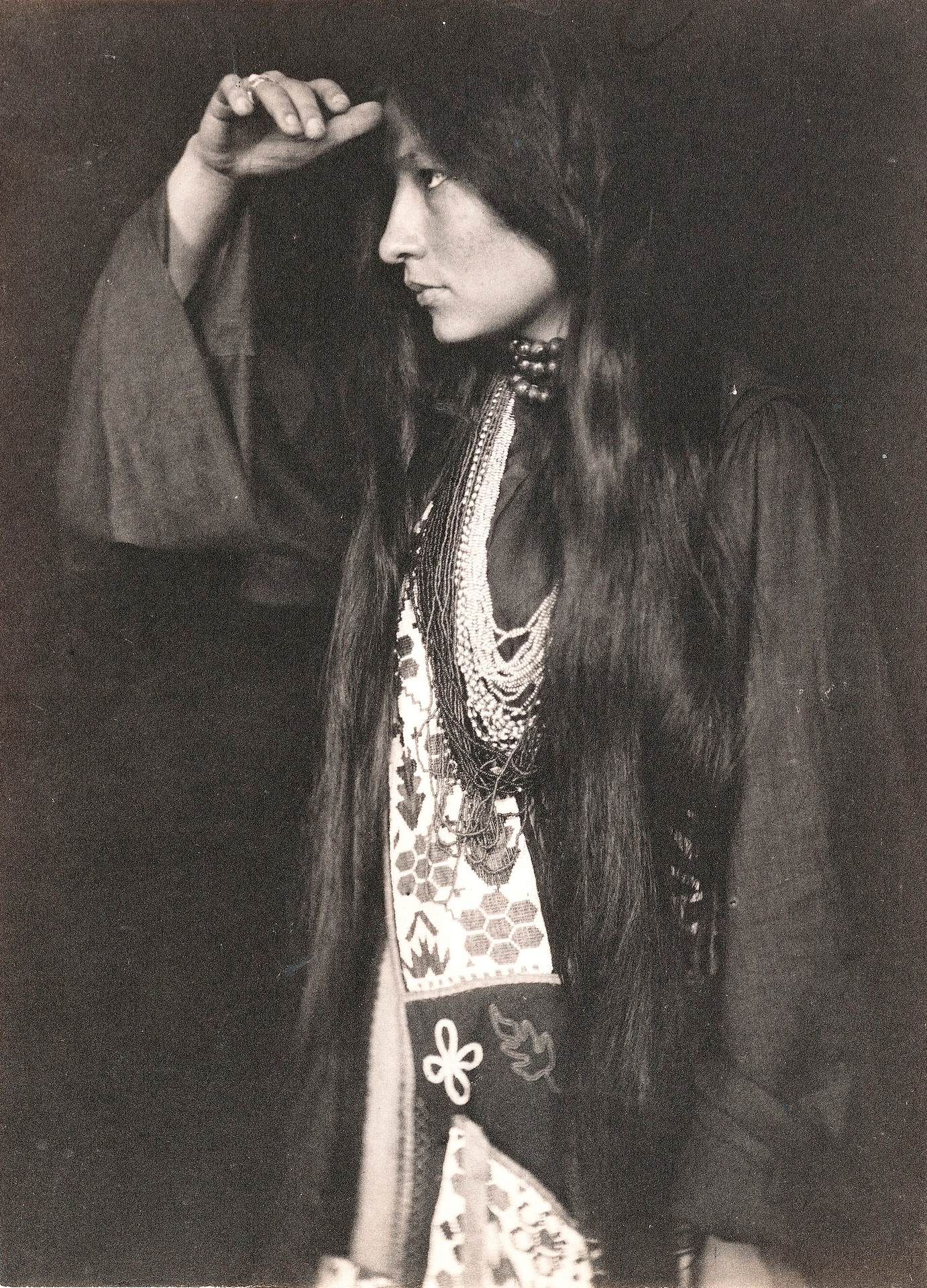
Zitkala-Ša

Old Indian Legends ist eine Sammlung von 14 Sioux-Geschichten, die von der Yankton-Dakota-Schriftstellerin Zitkala-Ša wiedererzählt werden. Diese Sammlung wurde 1901 veröffentlicht. Da Zitkala-Ša besorgt über die Assimilation der Kinder ihres Stammes war, wollte sie die traditionellen Geschichten ihres Volkes erhalten. Die ersten fünf Legenden handeln von einem unglücklichen Trickster-Charakter, eine Spinnenfee namens Iktomi.